# Lehrbuch der Küche
Das Lehrbuch der Küche (auch Pauli oder «der Pauli») ist seit 1930 ein Referenzwerk für die Ausbildung zum Koch. Die Bezeichnung Pauli ist abgeleitet vom Schweizer Koch, Kochfachlehrer, Wirt und Autor Ernst Pauli. «Der Pauli» ist als Lehrbuch nach didaktischen, pädagogischen und methodischen Grundsätzen aufgebaut und auf die Duale Ausbildung, welche Praxis und Theorie verbindet, ausgerichtet. Das Lehrbuch der Küche wurde auch in den USA, Grossbritannien, in den Niederlanden und in Japan, in entsprechender Sprache übersetzt und publiziert, als Lehrmittel verwendet.

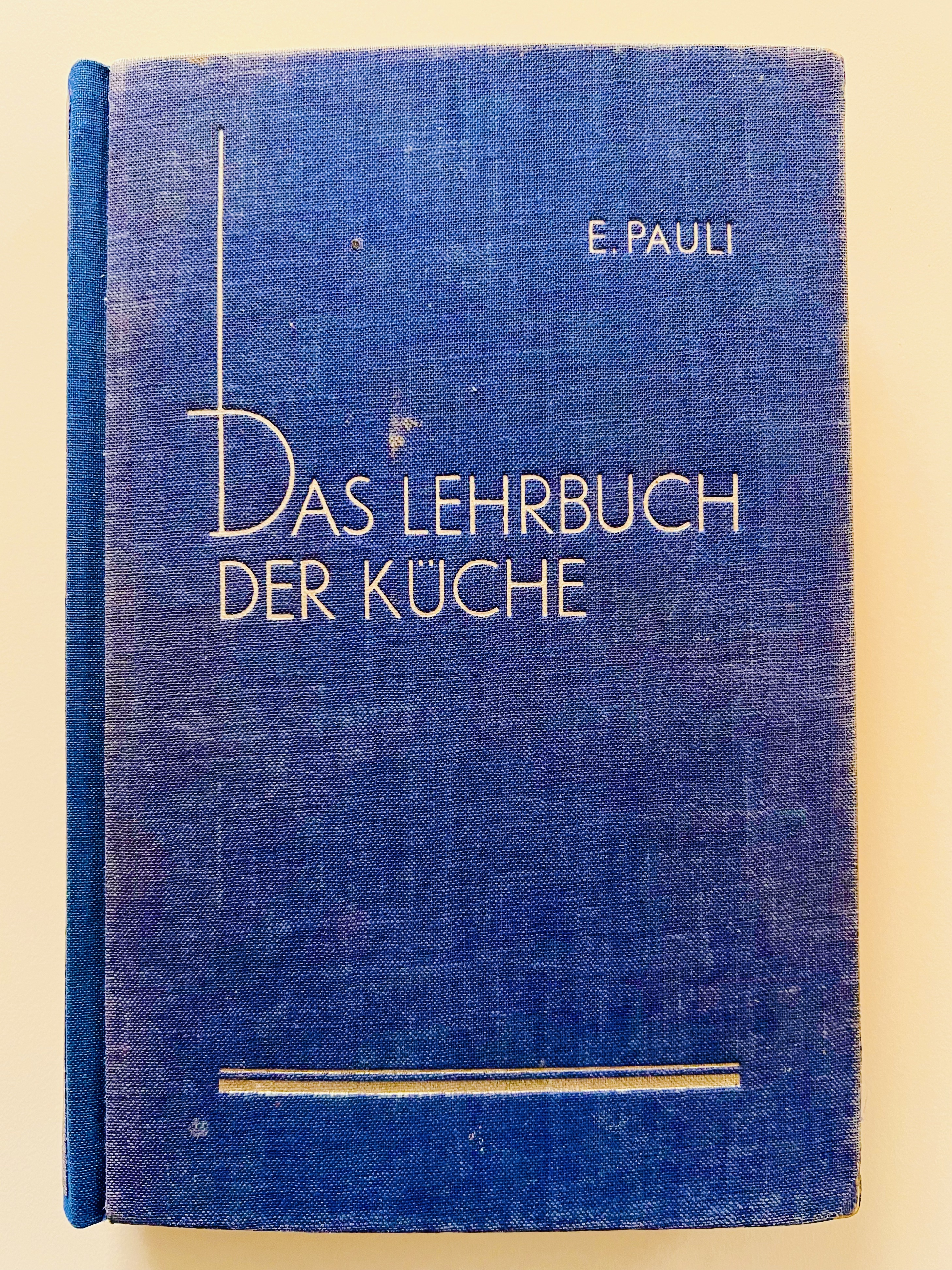
Lehrbuch der Küche 1. Auflage 1930 von E. Pauli.

## Hintergrund
Der aus Liestal stammende Charles Hermann Senn, Sekretär der Culinary Society London, verfasste mit Mitarbeitern die Culinary Encyclopeadia, welche 1904 in englischer Sprache erschien. Basis dafür war unter anderem der Kochkunstführer (Guide Culinaire) von Auguste Escoffier. Der Berufsverband der Köche, die Union Helvetia (heute Hotel & Gastro Union), setzte sich zum Ziel, eine deutsche Fassung der Culinary Encyclopaedia herauszugeben. 1908 erschien die erste Fassung: Lehrbuch für junge Köche und Handbuch für angehende Küchenchefs und Prüfungsexperten. Ernst Pauli, damals Kochkursleiter an der Schweizerischen Hotelfachschule Luzern, überarbeitete und vervollständigte das noch kleine Werk – 1930 erschien in direkter Folge das von ihm verfasste Lehrbuch der Küche in einer ersten Auflage von 2000 Exemplaren. Die volksmündliche Bezeichnung «der Pauli», als Synonym für das Lehrbuch der Küche, entstand durch den Aufdruck des Namens E. Pauli in direkter Verbindung zum Buchtitel. Oft wird «der Pauli», auch in der Presse, volksmündlich als «Bibel der Köche» bezeichnet.

## Aufbau und Eigenheiten
«Der Pauli» ist kein Kochbuch im herkömmlichen Sinn. Die Unterteilung folgt einem streng strukturierten Aufbau in Verbindung mit der Trennung von Theorie und Praxis. Dem Umstand wurde 1992 mit der grundlegenden Überarbeitung und der Aufteilung in zwei Bände Rechnung getragen.
Der 1. Band, das Lehrbuch der Küche, enthält die theoretischen Grundlagen:
- Betriebslehre: Gastgewerbe, Betriebsorganisation, Einkauf, Kalkulation, Küchenorganisation, Qualitätssicherung, Lebensmittelrecht.
- Ernährung: Ernährung und Gesundheit, Nährstoffe, Zellen, Energiebedarf, Stoffe, Verdauung Stoffwechsel, Säure-Basen-Gleichgewicht, Ernährung ausgewählter Personengruppen, Besondere Ernährungsformen, Anforderungen an die Ernährung bei Krankheit, Lebensmittelallergien, Funktionelle Lebensmittel, Fremd- und Schadstoffe in Lebensmitteln.
- Lebensmittel und Zubereitung: Grundlagen für die warme und kalte Küche, klassische Gartechniken, spezielle Gartechniken, die Avantgarde-Küche, Grundlagen für die Produktion, Dekorationen für salzige Gerichte, Fonds, Labels und Marken, Warenkunde (Sorten, Qualität, Einkauf, Warenannahme und Lagerung, Zubereitung und Gerichte), Suppen, Saucen etc.
- Verkauf: Kochkunst, Angebotsplanung, Service und Restauration.

Der 2. Band, das Rezeptbuch der Küche, enthält die Grundlagen für die Praxis:
1. Grundlagen für die warme und kalte Küche – Produktions-Mise-en-place, Butter- und Margarinemischungen, Fonds, Saucen und Chutneys
2. Suppen und Kaltschalen, Suppeneinlagen
3. Salate, Salatsaucen und Dressings, kalte Vorgerichte
4. Warme Vorgerichte, Käsegerichte, Eiergerichte
5. Gemüse- und Pilzgerichte, Kartoffelgerichte, Getreidegerichte
6. Fleischgerichte, Geflügelgerichte, Wildgerichte
7. Fischgerichte, Gerichte aus Krustentieren und Weichtieren
8. Grundlagen für die Patisserie
9. Süssspeisen und Konfekt
10. Vegane Gerichte

Eine Eigenheit des Werkes ist es, dass die Veränderungen des Berufes, des beruflichen Umfeldes, der Berufsbildung sowie der didaktischen, pädagogischen und methodischen Anforderungen in den jeweiligen Überarbeitungen mit eingebracht werden. «Der Pauli» ist somit auch ein Dokument, welches in seiner Gesamtheit die Veränderungen des Kochberufes und der Ausbildung abbildet.
«Die Zeit drängt zur Heranbildung einer äusserst berufstüchtigen Köcheschaft. Ein neuzeitliches Lehrmittel muss deshalb eine vollständige Aufgabe darstellen, deren Lösung die wichtigsten Grundsteine unseres Berufes – das Wollen und das Können – sicherstellen.» Ernst Pauli, Lehrbuch der Küche 1930, aus dem Vorwort des Verfassers.
Im Laufe der Geschichte erschien «der Pauli» in verschiedenen Sprachen: in Französisch, Italienisch, Japanisch, Niederländisch sowie in Englisch.

## Autoren, Inhaber der Rechte und Herausgeber
Nach dem Tod von Ernst Pauli führte 1960 sein Sohn Eugen Pauli das Lehrbuch der Küche weiter. Er war Koch, Wirt und Pächter der Bahnhofbuffets Olten und Aarau. Er wirkte in der Berufsbildungskommission des Schweizerischen Wirteverbandes und war an der Begründung der Aus- und Weiterbildungs-Institution Hotel & Gastro formation Schweiz beteiligt. Eugen Pauli überarbeitete und erweiterte das Lehrbuch der Küche grundlegend und tat dies nicht als Einzelperson, sondern griff auf über 20 Fachleute zurück, die an dem Werk mitarbeiteten. Der grosse Verdienst von Ernst und Eugen Pauli liegt in der klärenden Ordnung bzw. der einheitlichen und schematischen Darstellung der Grundzubereitungsarten (heute auch Garmethoden oder Gartechniken).

Nach dem Tod von Eugen Pauli 1981 übernahm sein Sohn Philip Pauli die Weiterführung des kulinarischen Erbes sowie der Schweizer Kochkultur. 
«Du musst das Erbe deines Grossvaters und von mir weiterführen, da wir als Paulis dem Berufsnachwuchs als Ansporn verpflichtet sind, dies auf der Basis von Auguste Escoffier.» Eugen Pauli.
Allerdings legte Philip Pauli als nicht gelernter Koch die inhaltliche Leitung in die Hände von Fachexperten und Berufsschullehrern. Von 1981 bis 2005 leitete Walter Schudel, von 2006 bis 2021 Carlos Egli die jeweiligen Neuausrichtungen, Überarbeitungen und Ergänzungen. Seit 2022 liegt die Verantwortung bei Lukas Pem. Am aktuellen Lehrbuch der Küche sowie Rezeptbuch der Küche wirkten über 70 Fachexperten mit. Dazu titelte 2016 das Nachrichtenmagazin Focus: «5.204 Kilogramm Küchenwissen». Der Pauli Fachbuchverlag ist gegenwärtig dabei, die Digitalisierung sowie die Anbindung an künstliche Intelligenz und Chatbots weiter voranzutreiben.
Der Pauli wurde bis 1991 in einer Gemeinschaft mit dem Arbeitgeberverband, dem Schweizerischen Wirteverband (heute GastroSuisse), der Gewerkschaft Union Helvetia (heute Hotel & Gastro Union) und der Familie Pauli als Inhaberin der Rechte herausgegeben. Die Kosten der grundlegenden Überarbeitungen für die 11. Auflage überstiegen die Vorstellungen der mitverlegenden Verbände. Um das Erbe für den Schweizer Kochberuf zu erhalten und dieses für die Zukunft neu auszurichten und zu sichern, übernahm Philip Pauli den Titel 1992 in den Eigenverlag. Die Rechte befinden sich damit in 3. Generation in der Hand der Familie Pauli.